# Borstpapegoja
Borstpapegoja (Psittrichas fulgidus) är en fågel i familjen östpapegojor inom ordningen papegojfåglar.

## Utseende och läte
Bortspapegojan är en mycket stor (46 cm) papegoja i rött och svart. Den är lysande karmosinrön på buken, inre delen av vingarna och övre stjärttäckarna, grå fjällning på bröstet. Huvudet är fjäderlöst och näbben är lång och påtagligt böjd. Lätet liknar en kakadua men är mjukare och mer dämpat.

## Utbredning och systematik
Fågeln är fläckvis utbredd i bergstrakter på Nya Guinea. Den placeras som enda art i släktet Psittrichas. Den behandlas som monotypisk, det vill säga att den inte delas in i några underarter.

## Status och hot
Borstpapegojan har en liten världspopulation bestående av uppskattningsvis endast 20 000–50 000 vuxna individer. Den tros också minska i antal till följd av jakt på dess fjädrar. Den är därför upptagen på internationella naturvårdsunionen IUCN:s röda lista över hotade arter, kategoriserad som sårbar (VU).